# Gilbert Roylance
Gilbert Roylance (Leeds, 13 aprile 1909 – Leeds, 8 maggio 1985) è stato un calciatore inglese, di ruolo difensore.

## Carriera

### Nazionale
Venne convocato nella Nazionale britannica che partecipò ai Giochi olimpici del 1936 tuttavia non disputò neanche una partita.